# 西歧乡
西歧乡，是中华人民共和国湖南省湘西土家族苗族自治州永顺县下辖的一个乡镇级行政单位。

## 行政区划
西歧乡下辖以下地区：
合心村、西歧村、土伴湖村、西龙村、流浪溪村、大竹岗村、中坝田村和瓦厂村。